# Che cosa significa orientarsi nel pensiero?
Che cosa significa orientarsi nel pensiero (Was heißt: Sich im Denken orientiren?) è uno degli scritti "popolari" di Immanuel Kant pubblicati sulla Berlinische Monatsschrift, l'organo dell'illuminismo berlinese. É uno dei tre scritti composti da Kant nel 1786 con l'intento da parte dell'autore di prendere la parola nella cosiddetta "controversia sul panteismo" (Pantheismusstreit) o sullo spinozismo (Spinozismusstreit) che infiammava il dibattito filosofico di allora.

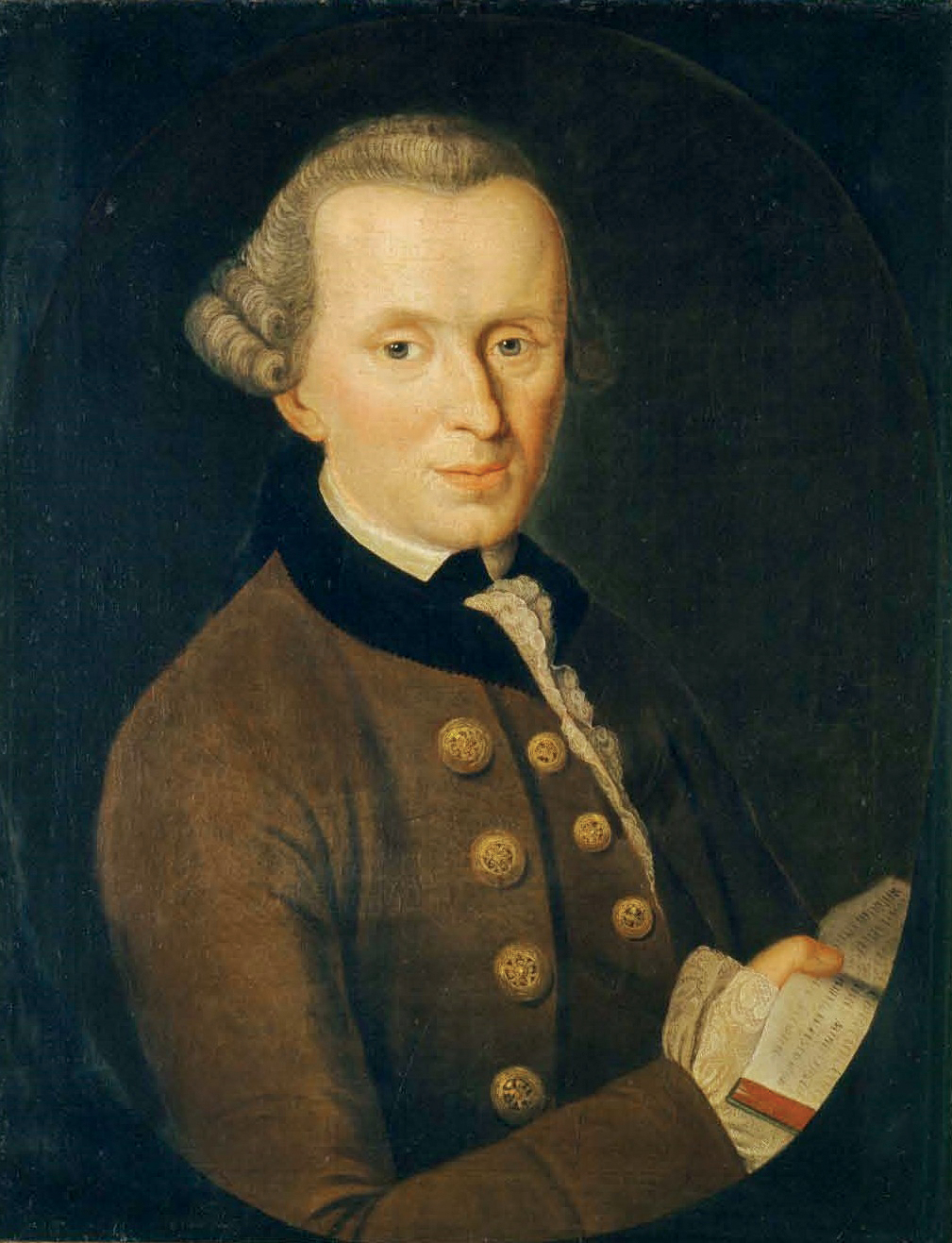
Kant ritratto da Johann Gottlieb Becker (1720-1782)

In particolare, Friedrich Jacobi mosse una critica contro la posizione assunta da Lessing nei confronti dello spinozismo, "vale a dire quella concezione razionale del divino che, stabilendo l'equazione Deus sive Natura, approdava al principio dell'"Uno-Tutto", e al panteismo, ovvero all'ateismo e al fatalismo" (questa sequenza di ragionamenti fu apostrofata da Kant come una "imperiosa sentenza"). Il dibattito, però, andò ad espandersi verso un tema ricorrente dell'illuminismo ovvero il rapporto tra fede e ragione.

## La risposta kantiana
Kant, in linea con la sua dottrina illuminista, non si schierò apertamente in una posizione; soprattutto non voleva rinunciare alla ragione come aveva fatto Jacobi che si era reso fautore di una concezione che vedeva la comprensione dell'Assoluto come qualcosa di istantaneo e al di là di ogni ragionamento possibile (Hegel, nella prefazione alla Fenomenologia dello spirito, parlerà di "colpo di pistola").
(Immanuel Kant, I sogni di un visionario spiegati coi sogni della metafisica, introduzione di Guido Morpurgo-Tagliabue, Rizzoli, Milano, 1982, p. 165, trad. it. di M. Venturini)
Il termine "orientarsi" significa "determinare a partire da una certa regione del mondo (una delle quattro in cui suddividiamo l'orizzonte) le altre, in particolare l'oriente", ovvero individuare un punto di vista soggettivo attraverso il quale potersi muovere all'interno della realtà. Ed è su questa linea che si sviluppa la concezione kantiana della metafisica come strumento regolatore del comportamento umano e non come sapere reale.
La ragione, come aveva mostrato già nella Critica della ragion pura, non può andare al di là dell'esperienza sperando di poter ottenere una risposta certa alle domande che attanagliano l'uomo. Di fatto, per Kant, il sapere al quale l'uomo è garantito l'accesso è il "meno importante" perché non può fornire una prospettiva sull'esistenza o meno di Dio, l'immortalità dell'anima o la sua stessa esistenza ed, in generale, quelle che possiamo ascrivere nell'insieme delle domande di senso. Nella Dialettica trascendentale Kant ha mostrato come due argomentazioni metafisiche opposte siano ugualmente valide e come, di conseguenza, i tentativi filosofici precedenti non siano giunti ad altro che antinomie, sofismi.
Per Kant, orientarsi nel pensiero, significa essenzialmente assumere dei punti fermi soggettivi data l'insufficienza dei principi oggettivi della ragione:
È l'uso pratico della ragione che Kant cerca di mantenere saldo attraverso il perseguimento di una "fede razionale", fondata "esclusivamente sui dati della ragione pura". Ciò è dettato dal fatto che questa fede non potrà mai assurgere alla condizione di sapere effettivo. 
(Immanuel Kant, "Critica della ragion pura", Laterza, 2005, trad. it. di Giovanni Gentile e Giuseppe Lombardo-Radice, prefazione alla seconda edizione del 1787)